# Jakob Scheidegger
Jakob Scheidegger (* 24. Oktober 1845 in Kirchlindach, Kanton Bern; † 17. März 1925 in Bern, heimatberechtigt in Wyssachengraben (Kanton Bern)) war ein Schweizer Schuhfabrikant, Verbandspolitiker und Nationalrat.

## Leben
Jakob Scheidegger war der Sohn des Schuhmachermeisters Ulrich Scheidegger. Er genoss bloss Primarschulbildung und absolvierte 1861–1863 eine Schuhmacherlehre in Bern. Anschliessend begab er sich auf Wanderschaft in die Westschweiz und nach Paris, wo er die Gewerbeschule besuchte. Nach der Rückkehr nach Bern gründete er eine eigene Firma «Jakob Scheidegger, Fabricant de Chaussures», ein Geschäft für orthopädische Schuhe und feine Damenschuhe am Waisenhausplatz in Bern.
Jakob Scheidegger war drei Mal verheiratet, 1880 mit Christina Catherina Dietiker, 1881 mit Alice Marie Möckly, der jüngeren Schwester von Samariter Ernst Möckly, und 1899 mit Anna Luise Brodbeck.

## Engagement für das Schuhmachergewerbe
Scheidegger setzte sich sehr für die Berufsbildung ein. Er war 1888 Initiant und Mitgründer der bernischen Lehrwerkstätte für Schreiner und Schuhmacher; 1888–1892 leitete er die Schuhmacherabteilung. Er verfasste ein Lehrbuch für Buchhaltung, Korrespondenz und andere geschäftskundliche Bereiche (hg. 1906 vom Schweizerischen Gewerbeverein).
Jakob Scheidegger war Gründungsmitglied und Präsident des Schweizerischen Schuhmachermeister-Verbands. 1883 wurde er in das Zentralkomitee des Schweizerischen Gewerbevereins (1883–1894) gewählt, von 1897 bis 1915 amtete er als Präsident des Schweizerischen Gewerbevereins (Zentralpräsident im Nebenamt). Er galt als arbeiterfreundlich; 1915 trat er als Präsident zurück, nachdem sein Entwurf für ein Arbeitsgesetz am Druck der Berufsverbände scheiterte.
1912 nahm er Einsitz im ersten Verwaltungsrat der Schweizerischen Unfallversicherungs-Anstalt Suva als Vertreter der Inhaber privater Betriebe, welche obligatorisch Versicherte beschäftigen.

## Politische Ämter
Seine politische Karriere begann er 1899–1910 als Grossstadtrat (Legislative) der Radikalen in Bern, darauf wurde er Grossrat des Kantons Bern (1902–1918) und Nationalrat (1908–1917); er gehörte der Radikal-demokratischen Gruppierung der Bundesversammlung an.